# مارك كابلان (لاعب كرة مضرب)
مارك كابلان (بالإنجليزية: Mark Kaplan)‏ هو لاعب كرة مضرب جنوب أفريقي، ولد في 20 ديسمبر 1967 في جوهانسبرغ في جنوب أفريقيا.

## وصلات خارجية
- مارك كابلان على موقع رابطة محترفي التنس (الإنجليزية)
- مارك كابلان على موقع الاتحاد الدولي لكرة المضرب (الإنجليزية)
- مارك كابلان على موقع خلاصة التنس.كوم (الإنجليزية)